# Predtjuvstvije ljubvi
Predtjuvstvije ljubvi (russisk: Предчувствие любви, da.: Forudanelse om kærlighed) er en sovjetisk spillefilm fra 1982 instrueret af Tofik Sjakhverdijev.

## Medvirkende
- Aleksandr Abdulov som Sergej Visjnjakov
- Irina Alfjorova som Jelena
- Mikhail Gluzskij som Ivan Krjukov
- Vladimir Basov som Vasja
- Tatjana Kravtjenko som Olga